# Silvius cordicallus
Silvius cordicallus är en tvåvingeart som beskrevs av Chen och Quo 1949. Silvius cordicallus ingår i släktet Silvius och familjen bromsar. Inga underarter finns listade i Catalogue of Life.